# Sammlung Batliner
Die Sammlung Batliner bildet den Kernbestand der permanenten Schausammlung der Albertina in Wien. Sie wurde von dem Sammlerehepaar Rita und Herbert Batliner seit den 1960er Jahren aufgebaut und ging im Jahr 2007 in den Besitz des Museums über. Die Sammlung umfasst rund 500 Werke vom französischen Impressionismus bis zur Kunst der Gegenwart.      

## Die Sammlung

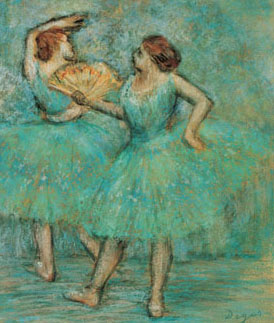
Edgar Degas: Zwei Tänzerinnen

Die Sammlung beginnt zeitlich mit Werken des französischen Impressionismus und Post-Impressionismus von Claude Monet, Pierre-Auguste Renoir, Edgar Degas, Paul Cézanne und Henri de Toulouse-Lautrec. Dazu gehören Der Seerosenteich von Monet, die Zwei Tänzerinnen von Degas und Cézannes Tal des Arc mit Viadukt und einer Pinie und Château Noir und das Gebirge Sainte-Victoire.
Sie enthält Werke des Fauvismus, etwa von Georges Braque, André Derain und Henri Matisse und den expressionistischen Künstlergruppen Die Brücke und Der blaue Reiter, von Ernst Ludwig Kirchner, Karl Schmidt-Rottluff, Wassily Kandinsky und Emil Nolde.
Ein weiterer Schwerpunkt der Kollektion liegt auf der russischen Avantgarde mit Gemälden des Konstruktivismus, Kubo-Futurismus, Neoprimitivismus und Suprematismus. Dazu gehört ein Werkkonvolut von Marc Chagall und Werkgruppen von Natalja Gontscharowa, Ljubow Popowa und Michail Larionow, sowie ein Hauptwerk von Kasimir Malewitsch.
Der figurative als auch der abstrakte Surrealismus ist mit Gemälden und Skulpturen von Max Ernst, Paul Delvaux, René Magritte und Joan Miró vertreten. Ein weiterer Fokus der Sammlung liegt auf dem Schaffen von Pablo Picasso in Form von insgesamt 40 Werken, darunter zehn Gemälde, viele Zeichnungen und Unikat-Keramiken.
Mit Exponaten von Alberto Giacometti und Francis Bacon führt die Kollektion bis zur Kunst der zweiten Hälfte des 20. Jahrhunderts und findet ihren Abschluss mit Werken von Gerhard Richter, Georg Baselitz, Anselm Kiefer und Alex Katz.

## Geschichte
Der Rechtsanwalt und Finanztreuhänder Herbert Batliner und seine Frau Rita Batliner begannen in den 1960er Jahren, Kunst zu sammeln. Von Beginn an bildete die Malerei des französischen Impressionismus und Postimpressionismus einen Sammlungsschwerpunkt. Daneben konzentrierten sie sich von Anfang an auf Pablo Picasso. Im Zuge seiner vielfältigen Reisetätigkeit lernte Herbert Batliner die russische Avantgarde kennen und schätzen, wobei ihn insbesondere die Bestände im Stedelijk Museum in Amsterdam, dem Guggenheim Museum in New York, dem Museum Ludwig in Köln und dem Russischen Museum in Sankt Petersburg faszinierten. Das Paar trug Kunst der russischen Avantgarde zwischen 1905 und 1935 zusammen. 
2007 ging die Sammlung in den Besitz des Museums Albertina über. Mit dieser Sammlungserweiterung wurde es dem Haus möglich, eine Dauerausstellung aus eigenen Beständen zu realisieren.